# Llengües masses
Les llengües masses són un conjunt de llengües txadianes parlades al Txad i al nord del Camerun i que conformen una de les quatre branques en què es divideix la família txàdica dins el phylum afroasiàtic. Hom hi reconeix vuit llengües: el herdé, el marba, el massa, el mesme, el mussei, el ngete, el pévé i el zumaia.